# Unilever

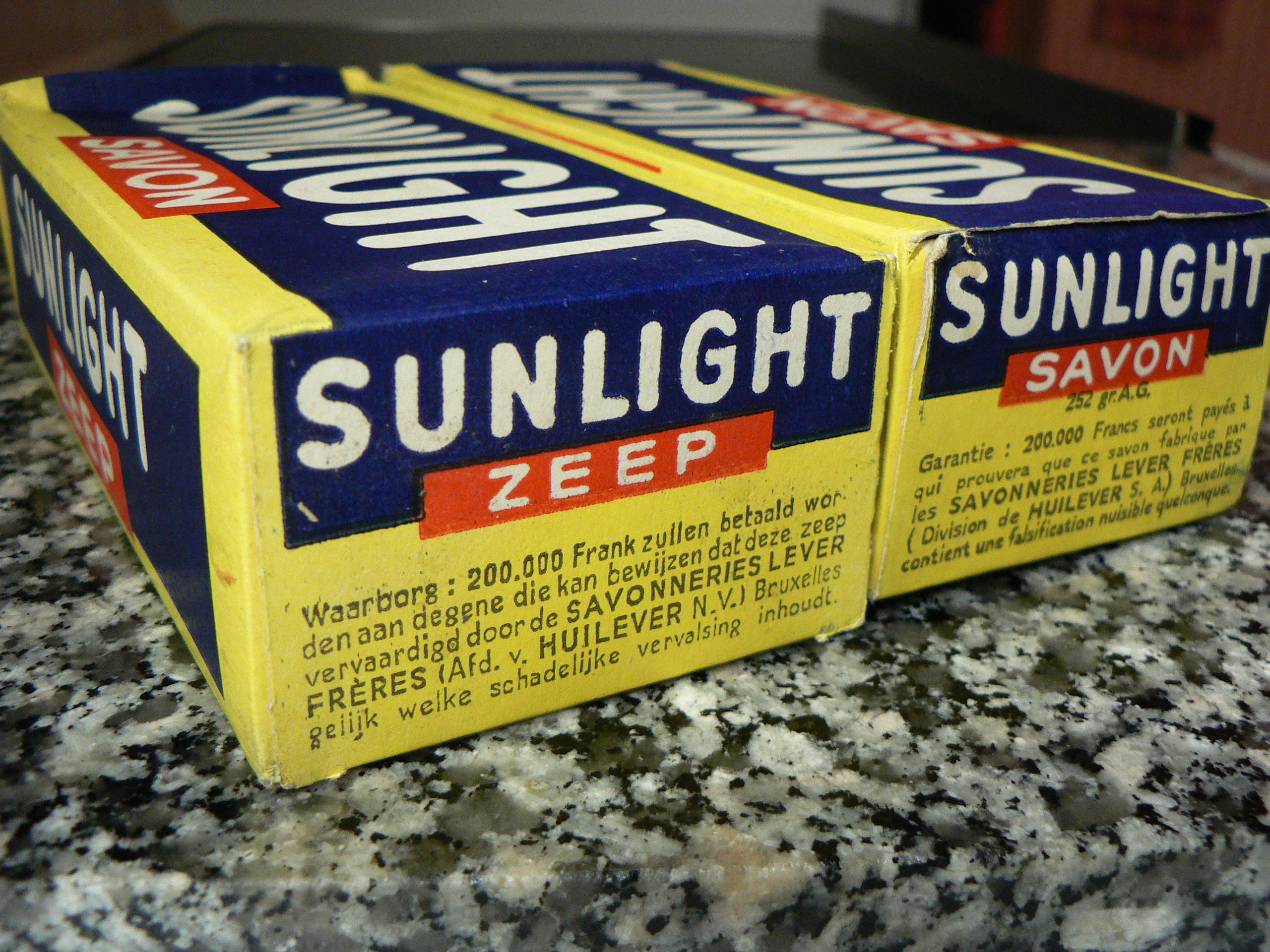
Sunlight zeep uit begin 20e eeuw

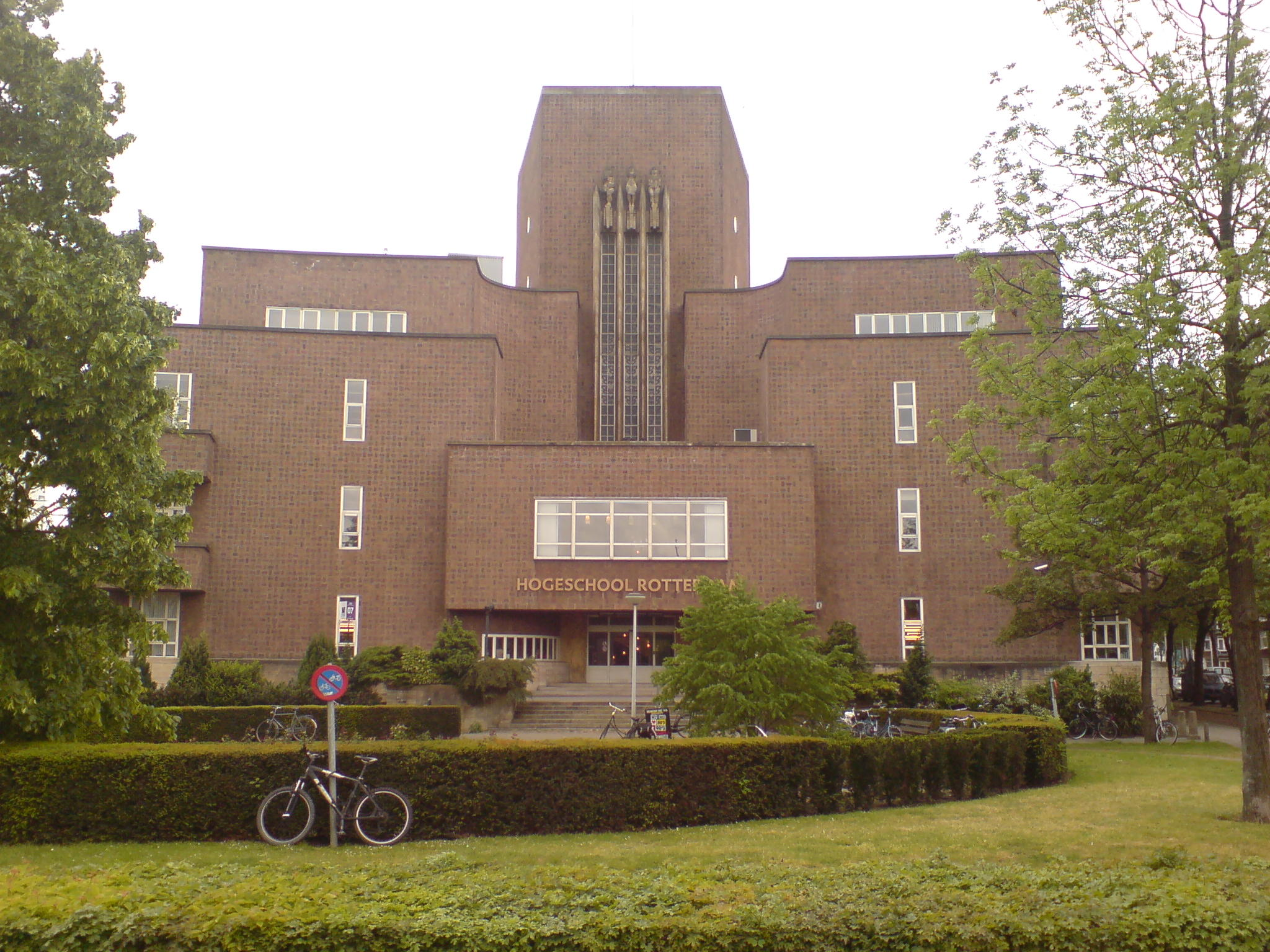
Voormalig hoofdkantoor van Unilever in Rotterdam, tegenwoordig Hogeschool Rotterdam

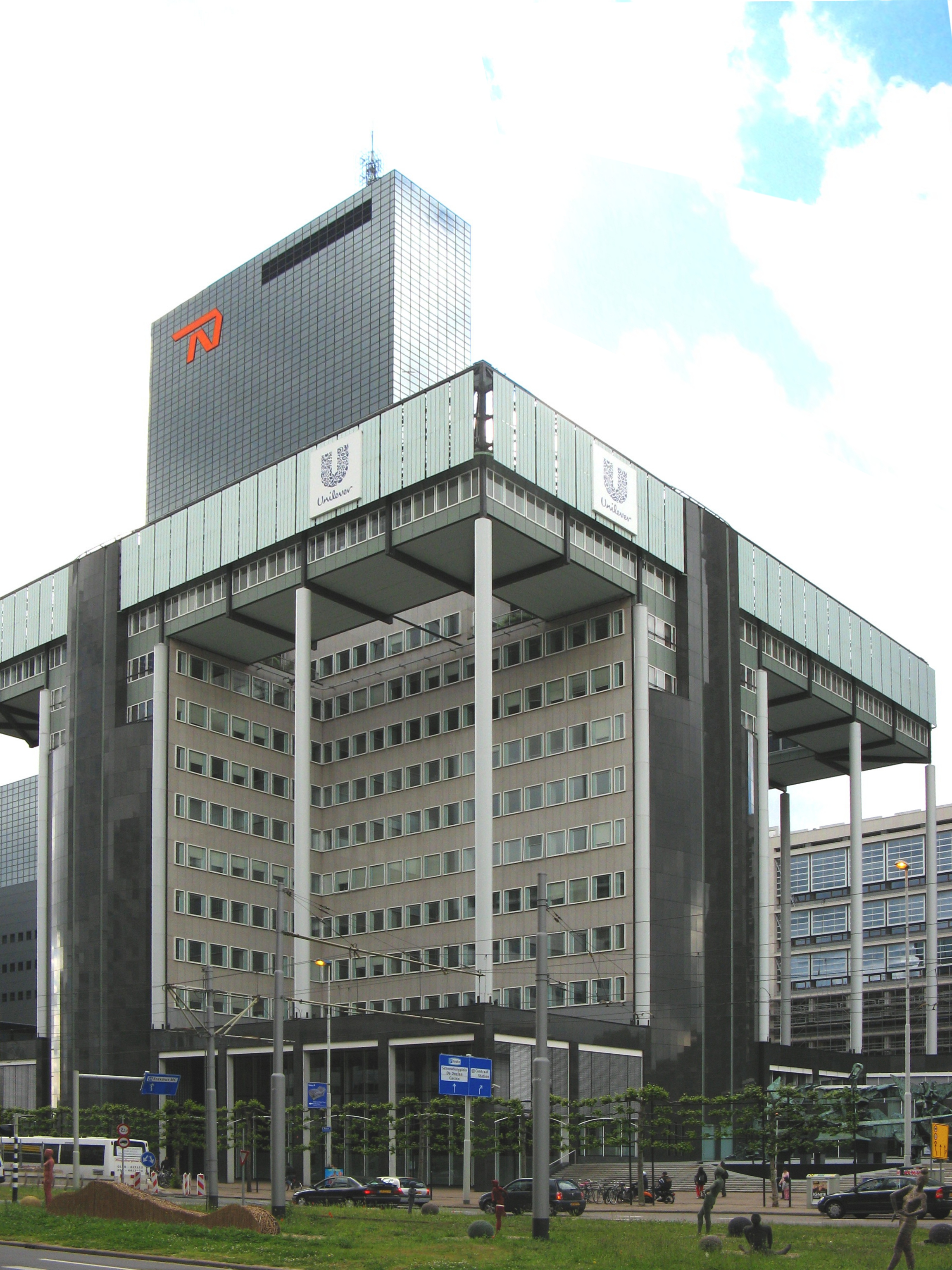
Voormalig Unilever-hoofdkantoor aan het Weena in Rotterdam

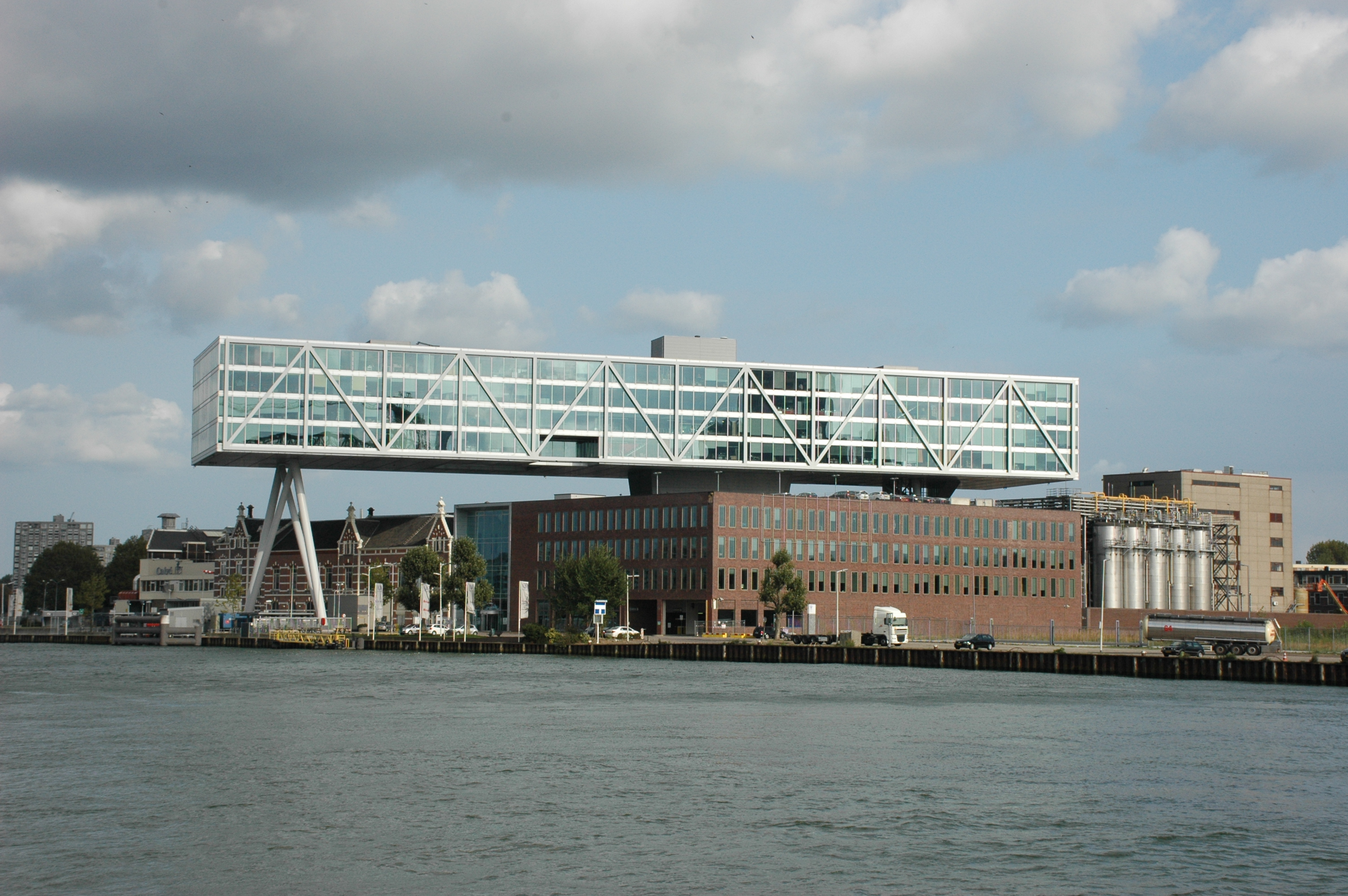
Voormalig kantoorpand DeBrug te Rotterdam

Unilever PLC is een Britse multinationale onderneming die voorheen ook een duale bedrijfsstructuur met Nederland had. Het bedrijf is gespecialiseerd in voedingsmiddelen, persoonlijke verzorging en schoonmaakartikelen. In 2022 telde het 148.000 medewerkers wereldwijd. Het hoofdkantoor is gevestigd in Londen.

## Activiteiten
Unilever is wereldwijd actief en behaalde in 2020 een omzet van € 51 miljard. Deze werd voor 22% gerealiseerd in Europa, voor 32% in Noord- en Latijns-Amerika en voor 46% in de rest van de wereld.
De activiteiten zijn verdeeld over vijf business groups:
- Beauty & Welbeing, producten voor de persoonlijke verzorging zoals deodorant en shampoo. Enkele bekende merknamen waaronder de producten worden verkocht, zijn  Andrélon, Axe, Dove, Vaseline en Unilever Prestige; Dermaligica, Murad, Living Proof. Vitamines; Dit onderdeel heeft een aandeel van zo’n 40% in de totale omzet en levert de grootste bijdrage aan het bedrijfsresultaat.
- Personal Care, Merken zoals Axe, Dove, Lifebuoy, Zendium, Prodent, Elida Beauty: met Badedas, Brut, Brylcreem, Zwitsal, Impulse, Bed Head by TIGI etc.
- Nutrition, voedingsmiddelen en dranken waaronder maaltijden, dressing, Bekende merken zijn: Hellmann’s, Knorr, Calvé, Graze en ijsthee van Lipton.
- Home Care levert schoonmaakartikelen voor huishoudelijk gebruik met merken als Cif, Omo, Neutral, Bio-Tex, Glorix, Persil en Sunlight. Dit is de kleinste van de drie onderdelen en levert een bijdrage aan de omzet van 20%.
- Ice Cream, Bekende ijsmerken zoals Ola, Magnum, Hertog, Carte D'Or en Ben & Jerry's. Unilever heeft besloten dit onderdeel als zelfstandig bedrijf naar de Amsterdamse effectenbeurs te brengen onder de naam The Magnum Ice Cream Company.[2]

Door de Path to Growth-strategie ('Weg naar groei') heeft er een forse rationalisatie van de merkportfolio plaatsgevonden. Voor die tijd had Unilever ongeveer 1600 merken in zijn portfolio, waaronder Becel, Bertolli, Blue Band, Iglo, Mora, Conimex, Lipton (gedeeltelijk, ijsthee bleef bij Unilever), Unox en De Vegetarische Slager. Deze werden in de loop der jaren verkocht. Na uitvoering van de strategie zijn er nog circa 400 leidende merken overgebleven.

### Resultaten
| Jaar | Omzet       | Nettoresultaat | Aantal werknemers |
| Jaar | (× miljoen) | (× miljoen)    | Aantal werknemers |
| ---- | ----------- | -------------- | ----------------- |
| 1980 | £ 10.152    | £ 280          | 354.000           |
| 1985 | £ 16.693    | £ 516          | 312.000           |
| 1990 | £ 22.734    | £ 917          | 301.000           |
| 1995 | £ 31.516    | £ 1473         | 308.000           |
| 2000 | € 47.582    | € 1105         | 295.000           |
| 2005 | € 39.672    | € 3975         | 212.000           |
| 2010 | € 44.262    | € 4598         | 165.000           |
| 2015 | € 53.272    | € 5259         | 171.000           |
| 2020 | € 50.724    | € 6073         | 149.000           |

## Geschiedenis

### Voorlopers
William Hesketh Lever was groothandelaar in kruidenierswaren en bracht onder andere Sunlight zeep op de markt na overname van een zeepfabriekje. In 1885 richtte hij Lever Brothers op en vestigde hij zeepfabrieken in de hele wereld. In 1917 breidde hij zijn assortiment uit met voedingsmiddelen, waarvoor hij vis-, ijs- en conservenbedrijven kocht. Zijn enige zoon, William Hulme Lever, volgde hem na zijn dood in 1925 op.
Na aanvankelijk palmolie voor de zeep uit Brits-West-Afrika te halen, kreeg Lever in 1911 een concessie voor 750.000 hectare woud in Belgisch-Congo, geconcentreerd in het zuiden van Bandundu. De werkmaatschappij voor Lever heette 'Huileries du Congo Belge'. Bij de Grote Depressie van de jaren 30 zagen de Huileries zich genoodzaakt om de prijs per kilo geplukte palmnoten drastisch te verlagen terwijl de regering van Belgisch-Congo de lokale belastingen aanzienlijk verhoogde. Dit resulteerde in 1931 in sociale onlusten die bekendstaan als de revolutie van de Pende, waarbij uiteindelijk meer dan 400 leden van de Pende-stam omkwamen.
Anton Jurgens en Samuel van den Bergh waren twee Nederlandse concurrerende margarineproducenten. Beide begonnen hun bedrijf in het Noord-Brabantse Oss. In 1908 sloten zij een poolovereenkomst. Zij besloten in 1927 tot een volledige fusie en samen te gaan in de Margarine Unie. In verschillende publicaties wordt gememoreerd dat het recept van margarine voor een habbekrats is verkregen - door een echte-boterboer - en de uitvinder arm is gestorven. 

### Ontstaan
Unilever is op 1 januari 1930 ontstaan uit een fusie van het Nederlandse margarinebedrijf Margarine Unie en de Britse zeepfabrikant Lever Brothers. De fusie was voor beide bedrijven zinvol, omdat ze elkaar beconcurreerden om dezelfde grondstoffen, beide zich bezighielden met marketing op grote schaal van producten voor huishoudelijk gebruik en beide gebruikmaakten van soortgelijke distributiekanalen.
Tot 2000 was Calvé Delft een houdstermaatschappij van aandelen van Unilever, als gevolg van een overname middels aandelenruil. De houdstermaatschappij deed niet meer dan het dividend van Unilever doorgeven aan haar aandeelhouders. Op de Amsterdamse effectenbeurs noteerden de aandelen onder de intrinsieke waarde, met een hoger dividendrendement tot gevolg. Door fiscale perikelen (een latente belastingclaim) heeft deze vennootschap het toch nog zo lang uitgehouden. Calvé is wel een merk van importantie: wie kent het niet van de pindakaas, mayonaise en sauzen in flessen.
Het bedrijf Unilever kende jarenlang twee directies, waarbij de bestuursvoorzitter van het Nederlandse bedrijf, de functie van vicevoorzitter vervulde bij de Britse onderneming en vice versa. Sinds 2005 hadden beide bedrijven één directie.

### Afbouw
Tot 2008 had Unilever zes fabrieken in Nederland. Het concern sloot in dat jaar de vestigingen in Delft (Calvé pindakaas), Loosdrecht (Knorr, Conimex) en Vlaardingen (wasmiddelen), waardoor 474 banen verdwenen. De productie is verplaatst naar grote productiefaciliteiten elders in Europa, zoals Polen (maaltijdpakketten, kruidenmixen, schoonmaakmiddelen en artikelen voor persoonlijke verzorging), Spanje (sauzen), Tsjechië (mayonaise), Italië, Frankrijk, Zwitserland, Duitsland en Hongarije. De plannen leidden in oktober 2007 bij alle Nederlandse fabrieken van Unilever tot stakingen om werkgarantie en een betere cao af te dwingen.
In 2010 rondde Unilever de overname af van de Household & Bodycare tak van Sara Lee, met uitzondering van het merk Sanex. Daar gaf de Europese Commissie geen toestemming voor vanwege marktdominantie. Sanex werd verkocht aan de Colgate Palmolive fabriek in Luik. Korte tijd later werd besloten de productie van Sanex te outsourcen naar Polen en de formulering van formats onder te brengen in de VS.
In 2011 kreeg Unilever van de Europese Commissie een boete van ruim 100 miljoen euro wegens deelname aan een ruim drie jaar durend kartel dat verboden prijsafspraken maakte over wasmiddelen in diverse Europese landen waaronder Nederland en België.
In januari 2017 deed de Kraft Heinz Company een overnamebod op Unilever ter waarde van 130 miljard euro, ofwel 47 euro per aandeel. Unilever wees het bod af en een maand later trok Kraft Heinz het bod weer in.
Na het bod Van Kraft Heinz besloot Unilever het productaanbod te heroverwegen en de bedrijfsstructuur te vereenvoudigen. Vooral producten met een lage omzetgroei werden kritisch bekeken.
Medio 2017 werd de Unox-fabriek voor productie van soepen, sauzen en rookworst in Oss verkocht aan branchegenoot Zwanenberg Food Group, de Unilever-merken bleven daar geproduceerd worden. Eind 2024 kocht Zwanenberg het hele merk Unox (met uitzondering van Noodles en Cup-a-Soup).
In 2017 bracht Unilever zijn margarineafdeling, met daarin onder andere Becel en Blue Band onder in een nieuw dochterbedrijf genaamd Upfield. In december van hetzelfde jaar werd Upfield voor een bedrag van 6,8 miljard euro verkocht aan de Amerikaanse investeringsmaatschappij KKR. De Ben & Jerry's-fabriek te Hellendoorn is anno 2018 nog de enige Unilever productiefaciliteit in Nederland.
In april 2021 volgde een concentratie van schoonheidsproducten onder de nieuwe naam Elida Beauty, een zelfstandige onderneming binnen de Unilever Group, met een verzameling van wattenstaafjes, huid & haar verzorging, zepen, en douchegels. In november 2021 werd de verkoop van de thee-activiteiten aan investeerder CVC Capital Partners bekendgemaakt. CVC is bereid 4,5 miljard euro te betalen voor ekaterra van Unilever. Ekaterra is het grootste theebedrijf ter wereld, met 34 merken en een jaaromzet van zo'n 2 miljard euro in 2020. In juli 2020 had Unilever al gemeld de theedivisie te willen afstoten. De Indiase, Nepalese en Indonesische theeactiviteiten blijven nog bij Unilever en ook de kant-en-klare theedranken.
In januari 2022 werd bekend dat Unilever een bod had gedaan van £ 50 miljard op de consumentenactiviteiten van GlaxoSmithKline (GSK). De GSK-divisie is gericht op verzorgingsproducten voor consumenten met producten als Advil-pijnstillers en Sensodyne-tandpasta. Het overnameplan kreeg veel kritiek van aandeelhouders en de aandelenkoers daalde met 10% in twee dagen tijd. GSK vond het bod van Unilever te laag en de transactie ging niet door.
Op 1 juli 2023 werd de Nederlander Hein Schumacher de nieuwe bestuursvoorzitter van Unilever. Hij volgt de Brit Alan Jope op, die in 2022 had aangegeven met pensioen te gaan. Jope begon in 1985 bij Unilever en was sinds begin 2019 de hoogste baas van het concern.
In maart 2024 maakte Unilever bekend dat er 7500 banen gaan verdwijnen als gevolg van reorganisaties. In 2023 maakte het bedrijf al bekend dat het aantal merken zal worden verminderd en besloot Unilever de ijsdivisie, met merken als Ola, Magnum, Hertog en Ben & Jerry's, af te stoten. Dit onderdeel wordt verkocht of naar de beurs gebracht. Volgens de nieuwe bestuursvoorzitter Schumacher past de productie en verkoop niet meer bij de rest van Unilever; ijs is een diepvriesproduct, de verkopen zijn zeer seizoensgevoelig en het product vereist een andere aanpak dan persoonlijke verzorging of wasmiddelen. In 2023 werd voor 7,9 miljard euro aan omzet gerealiseerd met de ijsverkopen.

## Bedrijfsstructuur
Unilever had tot 29 november 2020 een duale bedrijfsstructuur met zijn hoofdkantoor op twee locaties: in Rotterdam (Unilever N.V.) en in Londen (Unilever PLC). Op basis van een egalisatie-overeenkomst vertegenwoordigde een aandeel in de N.V. hetzelfde onderliggende economische belang in de Unilever Group als een aandeel in de PLC, afgezien van fluctuaties in de wisselkoers. Deze structuur was vergelijkbaar met die van RELX en voorheen met die van Royal Dutch Shell. Het bedrijf is aan de Euronext Amsterdam en de London Stock Exchange genoteerd. Op beide beurzen maakt het aandeel Unilever deel uit van de belangrijkste beursindices, de AEX in Amsterdam en de FTSE 100 in Londen. Beide raden van bestuur hadden dezelfde leden.
Voorgesteld is in 2018 een vereenvoudiging van de bedrijfsstructuur met één moederbedrijf, in Rotterdam, genaamd Unilever International Holdings N.V., ook genoemd New Unilever N.V. Wegens verzet van vooral Britse aandeelhouders ging dit niet door. Eén van de redenen om tegen te stemmen was het feit dat het aandeel zijn plek in de FTSE 100 aandelenindex zou verliezen, waardoor indexbeleggers hun aandelen zouden moeten verkopen en de koers onder druk kwam te staan. Anderzijds dachten de Britse aandeelhouders dat Unilever in Nederland beter beschermd zou zijn tegen vijandige overnames.
Op 29 november 2020 zijn Unilever N.V. en Unilever PLC gefuseerd en is Unilever PLC de moedermaatschappij voor het geheel geworden. De aandeelhouders van Unilever N.V. kregen voor elk aandeel een nieuw aandeel van de PLC. Zowel de aandeelhouders van de N.V. als die van de PLC hebben hier vóór gestemd.

### Dividendbelasting
De duale structuur had een specifiek probleem bij de dividenduitkeringen. In Nederland wordt over het uitgekeerde dividendbelasting geheven, maar het Verenigd Koninkrijk kent een dergelijke belasting niet. Een belegger in de Britse tak heeft hiermee een financieel voordeel boven de niet-Nederlandse belegger in de Nederlandse Unilever aandelen. Het nettobedrag dat de Nederlandse regering ontvangt van de nv-dividendbelasting schat Unilever in op ongeveer 200 miljoen euro per jaar.
In 2018 kwam een regeringsvoorstel op tafel om de dividendbelasting af te schaffen. Bestuursvoorzitter Paul Polman had hiervoor gepleit en zag het als een keiharde voorwaarde om het hoofdkantoor van Unilever in Rotterdam te vestigen. Tegen het voorstel kwam veel politieke weerstand en in november 2018 strandde het regeringsvoorstel. Korte tijd later maakte Unilever een plan bekend om het hoofdkantoor naar Londen te verplaatsen.
Mede naar aanleiding hiervan kwam GroenLinks-Kamerlid Bart Snels met een initiatiefwetsvoorstel voor een soort ‘eindafrekening’ voor bedrijven die vertrekken naar landen waar geen dividendheffing bestaat, de Spoedwet conditionele eindafrekening dividendbelasting (waar ook wel aan wordt gerefereerd met vertrekbelasting). De wet zou gelden met terugwerkende kracht tot 18 september 2020. Degenen die direct vóór de fusie aandeelhouders van Unilever N.V. waren, zouden dan geacht worden een dividendbelastingschuld te hebben ter grootte van 15% (het dividendbelastingtarief) van hun aandeel in nog niet uitgekeerde winst, inclusief latente winst. Deze zou naargelang van uitkering van dividend over de in ruil gekregen aandelen Unilever PLC moeten worden afgelost, zodat hierover effectief 15% dividendbelasting zou worden betaald aan de Nederlandse staat, tot de schuld is afbetaald. Het zou in totaal gaan om ongeveer 11 miljard euro. Voor Nederlandse personen en bedrijven zou deze aflossing overigens net als gewone dividendbelasting verrekenbaar zijn met respectievelijk inkomstenbelasting en vennootschapsbelasting. Unilever heeft op basis van het oorspronkelijk ingediende wetsvoorstel gesteld dat de wet in strijd zou zijn met het internationale recht, maar dat als deze toch zou worden aangenomen het niet in het belang van Unilever en de aandeelhouders zou zijn het vertrek door te laten gaan. In oktober 2020 is het wetsvoorstel aangepast, mede met het oog op de juridische houdbaarheid. De fusie is doorgegaan, hoewel er nog onzekerheid was over het aannemen van het wetsvoorstel. Met de tweede nota van wijziging in oktober 2021 heeft Snels de terugwerkende kracht van het wetsvoorstel laten vervallen. Ook als de wet wordt aangenomen is deze daarmee voor Unilever en zijn aandeelhouders niet meer van belang.

## Tijdlijn
- 1870 - Oprichting Stoomboterfabriek te Oss, de latere Anton Jurgens' Margarinefabrieken en de eerste margarinefabriek ter wereld
- 1872 - Simon van den Bergh start, eveneens te Oss, een margarinefabriek
- 1884 - William Hesketh Lever brengt samen met zijn broer Sunlightzeep op de markt. Hun bedrijf heet: Lever & Co.
- 1886 - Knorr introduceert soeptabletten
- 1887 - Lever produceert 450 ton/jaar aan Sunlightzeep. Port Sunlight bij Liverpool wordt gebouwd
- 1888 - Zowel Jurgens als Van den Bergh expanderen naar Duitsland
- 1890 - Lever & Co. wordt: Lever Brothers Ltd.
- 1891 - Van den Bergh vertrekt uit Oss naar Rotterdam
- 1894 - Introductie Lifebuoy-zeep door Lever
- 1894 - Introductie van de merknaam Zeeuws Meisje
- 1895 - Lever produceert 40 kton/jaar Sunlightzeep en begint met internationale expansie
- 1898 - Van den Bergh introduceert het merk Vitello
- 1899 - Lever introduceert, als alternatief voor harde zeep, zeepvlokken onder de naam Sunlight Flakes. In 1899 zijn de zeepvlokken ook al in Nederland te koop.
- 1900 - Sunlight Flakes wordt Lux Flakes
- 1900 - Jurgens introduceert het margarinemerk Solo
- 1901 - Sunlight verschijnt op de Nederlandse markt
- 1904 - Lever introduceert Vim schuurpoeder
- 1904 - Lever start palmplantages in Zuid-Afrika
- 1910 - Lever start met plantages en bedrijven in West-Afrika
- 1911 - Bouw van een onderzoekslaboratorium in Port Sunlight
- 1912 - Eerste Sunlightzeep van Congo palmolie is gegeven aan Koning Albert
- 1913 - Een walvistraankartel van Europese bedrijven, Whale Oil Pool, wordt opgericht
- 1914 - Lever maakt nu 135 kton zeep per jaar
- 1914 - Van den Bergh en Jurgens kopen kleinere Nederlandse margarinefabrikanten systematisch op
- 1915 - Er zijn nog 30 margarinefabrieken (plantenboterfabrieken) in Nederland, alsmede 66 zeepziederijen en stoomzeepfabrieken
- 1917 - Lever verwerft het Britse Pears Soap (opgericht in 1789)
- 1917 - Jurgens sluit een overeenkomst met Kellogg Company ter voorbereiding van expansie naar de Verenigde Staten
- 1917 - Levers Zeepmaatschappij te Vlaardingen begint de productie van Sunlightzeep
- 1920 - Het merk Lux verschijnt op de Nederlandse markt
- 1921 - Het merk Vim verschijnt op de Nederlandse markt
- 1922 - Lever koopt 't bedrijf Wall's. In de zomer gaat dit consumptie-ijs produceren
- 1923 - Blue Band wordt in Nederland geïntroduceerd
- 1927 - Van den Bergh en Jurgens gaan samen in de Margarine Unie. Hier sluiten zich diverse andere Europese margarinefabrikanten bij aan
- 1928 - De Margarine Unie verwerft de Calvé-groep
- 1929 - De Margarine Unie verwerft Hartog's Vleeschfabrieken, waaraan ook een margarinefabriek verbonden was
- 1929 - Margarine Unie en Lever Brothers gaan samen en vormen Unilever
- 1929 - Jurgens vertrekt uit Oss naar Rotterdam en voegt zich bij Van den Bergh, zodat Van den Bergh en Jurgens' Margarinefabrieken ontstaat
- 1930 - Concurrent Procter & Gamble betreedt de Britse markt en koop Thomas Hedley Ltd.
- 1935 - Het accent verschuift geleidelijk van harde zeep naar vlokken en poeders. Het wasmiddel Radion wordt geïntroduceerd
- 1943 - Unilever verwerft Frosted Foods, waardoor de basis voor een diepvriesgroep werd gelegd, waartoe later ook Iglo zou behoren
- 1950 - Introductie van Royco soepen op de Nederlandse markt
- 1952 - Het synthetisch wasmiddel, Omo verschijnt op de Nederlandse markt
- 1954 - Introductie van Sunsilk shampoo in het Verenigd Koninkrijk
- 1954 - Introductie van wasmiddel Sunil in Nederland
- 1955 - Introductie van vissticks
- 1956 - Introductie van zeep onder de naam Dove
- 1957 - Introductie van de merknaam Unox voor soep en worst
- 1958 - Introductie van de merknaam Iglo voor diepvriesproducten
- 1959 - Eerste margarine in plastic kuipje (Blauband in Duitsland en Flora in Groot-Brittannië), ter vervanging van het vetvrij papiertje
- 1960 - Introductie van het schoonmaakmiddel Andy
- 1960 - De Planta-affaire, die vele zieken en enkele dodelijke slachtoffers eiste, vestigt er de aandacht op dat 55 merken margarine alle uit dezelfde fabriek komen
- 1962 - Introductie van het margarinemerk Becel
- 1963 - Introductie van de merknaam Brio, voorheen Planta
- 1965 - Introductie van het vloeibaar schuurmiddel Jif, later Cif
- 1965 - Introductie van het afwasmiddel Sun voor de afwasmachine
- 1969 - De eerste halvarine onder merknaam Era, later Linera
- 1972 - Het theebedrijf Lipton wordt gekocht
- 1972 - Introductie van Impulse (deodorant), Royco Cup-a-Soup, en Mentadent tandpasta
- 1977 - Er werken wereldwijd 177.000 mensen bij Unilever
- 1977 - Zwanenberg wordt gekocht, dit wordt later opgenomen in Unilever Vlees Groep (UVG)
- 1978 - Het Amerikaanse National Starch wordt gekocht
- 1983 - Introductie van het deodorantmerk Axe
- 1986 - Overname van Naarden Chemie, dat geur- en smaakstoffen produceert
- 1990 - De mislukte introductie van Omo Power
- 1992 - Cosmeticabedrijf Andrélon wordt overgenomen
- 1996 - Calvé borrelnootjes verkocht aan Duyvis
- 1996 - Zwanenberg wordt afgestoten
- 1997 - National Starch wordt verkocht, evenals diverse andere chemiebedrijven
- 1997 - Het Nederlandse voedingsmiddelenbedrijf Unilever Vlees Groep (UVG) wordt samengevoegd met Van den Bergh Nederland en gaan onder die naam verder
- 1997 - Het merk Royco verdwijnt uit de Nederlandse schappen ten faveure van Unox
- 2000 - BestFoods, Slim&Fast Foods, en Ben & Jerry's worden gekocht[32]
- 2001 - Het aantal merken wordt gereduceerd van 1600 naar 900.
- 2001 - Een aantal Europese voedingsmerken en productielocaties worden overgenomen door Campbell's, waaronder de locatie in Utrecht (Royco).
- 2006 - De diepvriesgroep wordt afgestoten
- 2008 - Sluiting van de fabrieken in Vlaardingen, Delft (Calvé), en Loosdrecht (Knorr, Conimex)[8]
- 2010 - Sara Lee Household & Personal Care wordt overgenomen van Sara Lee. Unilever wordt eigenaar van onder andere Zwitsal, Prodent, Zendium, Neutral, Radox.[33][34]
- 2011 - Sanex wordt overgenomen door Colgate Palmolive. Op 14 oktober 2011 neemt Unilever een belang van 82% in het Russische Kalina voor $694 miljoen.[35]
- 2017 - Unilever neemt het Engelse Pukka Herbs ltd. over.
- 2017 - In december verkocht Unilever de margarinetak voor ruim 6,8 miljard euro aan KKR, een Amerikaanse investeringsmaatschappij.[36] De deal is medio 2018 afgerond. Unilever zette deze activiteit, met merken als Becel, Blue Band, Bona en Zeeuws Meisje, in het voorjaar van 2017 te koop.[36] De activiteit ging door onder de naam Upfield.
- 2018 - Unilever maakt bekend het hoofdkantoor in het Verenigd Koninkrijk op te geven, en enkel het hoofdkantoor in Rotterdam te behouden. Na verzet van Britse aandeelhouders is dit besluit echter teruggedraaid.
- 2018 - In december maakte het de overname bekend van GlaxoSmithKline's voedingsdivisie Health Food Drinks.[37] Unilever is bereid € 3,3 miljard te betalen voor een activiteit met een jaaromzet van € 0,5 miljard.[37] De aankoop werd pas in april 2020 afgerond.
- 2018 - De Unox-fabriek in Oss wordt verkocht aan Zwanenberg Food Group inclusief 350 werknemers. Het Unox-merk wordt wel behouden.
- 2020 - Unilever N.V. en Unilever PLC fuseren, Unilever PLC wordt de moedermaatschappij voor het geheel en wordt en volledig Brits bedrijf per 30 november 2020.[38]
- 2021 - Conflict met de staat Israël over besluit van dochter Ben & Jerry's om met ingang van 2023 geen ijs meer te verkopen in door Israël bezet gebied. De Israëlische regering en 14 Amerikaanse staten oefenen druk uit op CEO Jope om B&J te bewegen haar besluit te heroverwegen. Eind juni 2022 besloot Unilever om zijn zakelijke belangen in B&J in Israël te verkopen aan Avi Zinger eigenaar van American Quality Products Lmd., licentiehouder van B&J aldaar. B&J Israël kan nu gewoon weer zijn ijs verkopen ook aan Joodse kolonisten in de door Israël bezette Palestijnse gebieden. Het Amerikaanse ijsbedrijf in Vermont, VS, is het niet met deze manoeuvre eens.
- 2021 - Unilever verzelfstandigt zijn theedivisie onder de naam ekaterra en verkoopt deze vervolgens aan investeerder CVC Capital Partners.
- 2022 - Unilever kondigt aan dat Nelson Peltz niet-uitvoerend bestuurder wordt. Peltz is een activistische aandeelhouder en CEO van Trian Fund Management dat circa 37,4 miljoen aandelen Unilever in handen heeft. Dat is circa 1,5% van het aandelenkapitaal.

## Bekende (oud-)werknemers
- Ramon Beuk
- Cor Boonstra
- Jan Boldingh
- Mauk de Brauw
- Piet Derksen
- Hugh Dennis
- David A. van Dorp
- Wim Dik
- Elso Dusseljee
- Hans Eenhoorn
- Frits Fentener van Vlissingen
- Toni Harthoorn
- Israel Samuel Herschberg
- Felix Kersten
- Riek Lotgering-Hillebrand
- Floris Maljers
- Dietrich Mateschitz
- Annette Nijs
- Paul Polman
- Rien Poortvliet
- Alexander Ribbink
- Paul Rijkens
- Mark Rutte
- Ole van der Straaten
- Morris Tabaksblat
- Sawielly Tartakower
- Doekle Terpstra
- Dick Tommel
- Ella Vogelaar
- Clive West
- Roelof de Wijkerslooth
- Maarten van der Weijden